# SNCASE
SNCASE (акроним от Société nationale des constructions aéronautiques du Sud-Est, также Sud-Est) — ныне не существующая французская авиастроительная компания.
Образована 1 февраля 1937 года слиянием национализированных фирм Potez, CAMS, Romano, SPCA и (частично) Lioré et Olivier.
В 1940 году поглотила аналогичное объединение SNCAM.
Среди наиболее известных моделей компании, выпускавшихся ею в различные годы — пассажирские авиалайнеры Languedoc и Caravelle, многоцелевые вертолёты Alouette II и Alouette III, а также производившиеся по лицензии Mistral и Aquilon (британские истребители Vampire и Sea Venom, соответственно).
1 марта 1957 года, после слияния с другим подобным объединением SNCASO, образовала компанию Sud Aviation (далее Aérospatiale, ныне EADS).

## История
Образована 1 февраля 1937 года слиянием национализированных фирм Potez (завод в Бер-л’Этан), CAMS (Витроль), Romano (Канны), SPCA (Марсель) и Lioré et Olivier (Аржантёй и Мариньян).
SNCASE стала крупнейшей из созданных в авиастроительной отрасли «Sociétés nationales». Она располагала 225000 м2 заводских площадей и 2550 человек персонала, доставшихся от предшественников. (1700 из них были с Lioré et Olivier, как и 90% тогдашних контрактов.)
На первых порах большая часть выпускаемой авиатехники продолжали производиться под ранее присвоенными обозначения, например, бомбардировщик Lioré et Olivier LeO 451. Первым самолётом, получившим марку Sud-Est стал истребитель Sud-Est SE 100 (бывший Leo 50).
В 1937 году по просьбе Air France начинаются работы над гигантским гидросамолётом SE-200, наличие которого позволило бы открыть беспосадочную авиалинию в Северной Атлантике.
SNCASE проводила изыскания и в области строительства винтокрылых машин, применяя опыт, наработанный на Liore et Olivier в ходе лицензионного выпуска автожиров LeO C.30 и C.301 — C.305, представлявшие собой вариации на тему машины Cierva C.30 Хуана де ля Сиервы. Среди её перспективных разработок был также созданный на основе проектов фирмы Kellett (в частности KD-1), LeO C.34. 
В ходе Второй мировой войны, многие парижские КБ как национализированных, так и частных авиастроительных компаний были эвакуированы во избежание захвата.:13. В конце 1940 — начале 1941 года SNCASE поглотила SNCAM, и перенесла разработки в её офис, на бывшую фабрику Dewoitine в Тулузе:13.

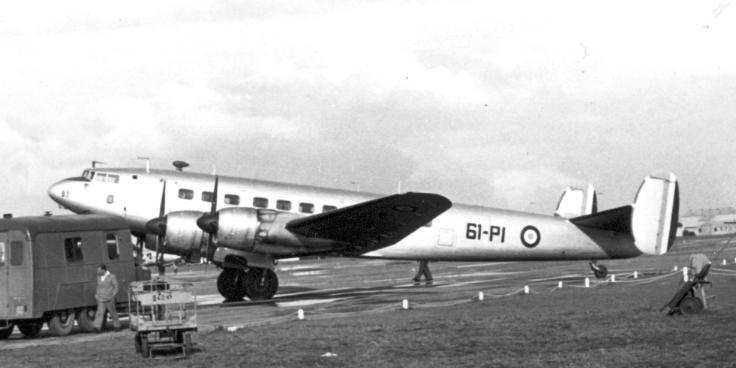
SE.161 Languedoc (1955)

В 1942 году была начата разработка четырёхмоторного пассажирского самолёта Bloch MB.161, к серийному выпуску которого удалось приступить лишь осенью 1945 года. Получившийся в результате SE.161 Languedoc стал самым большим французским серийным транспортным самолётом первых послевоенных лет.

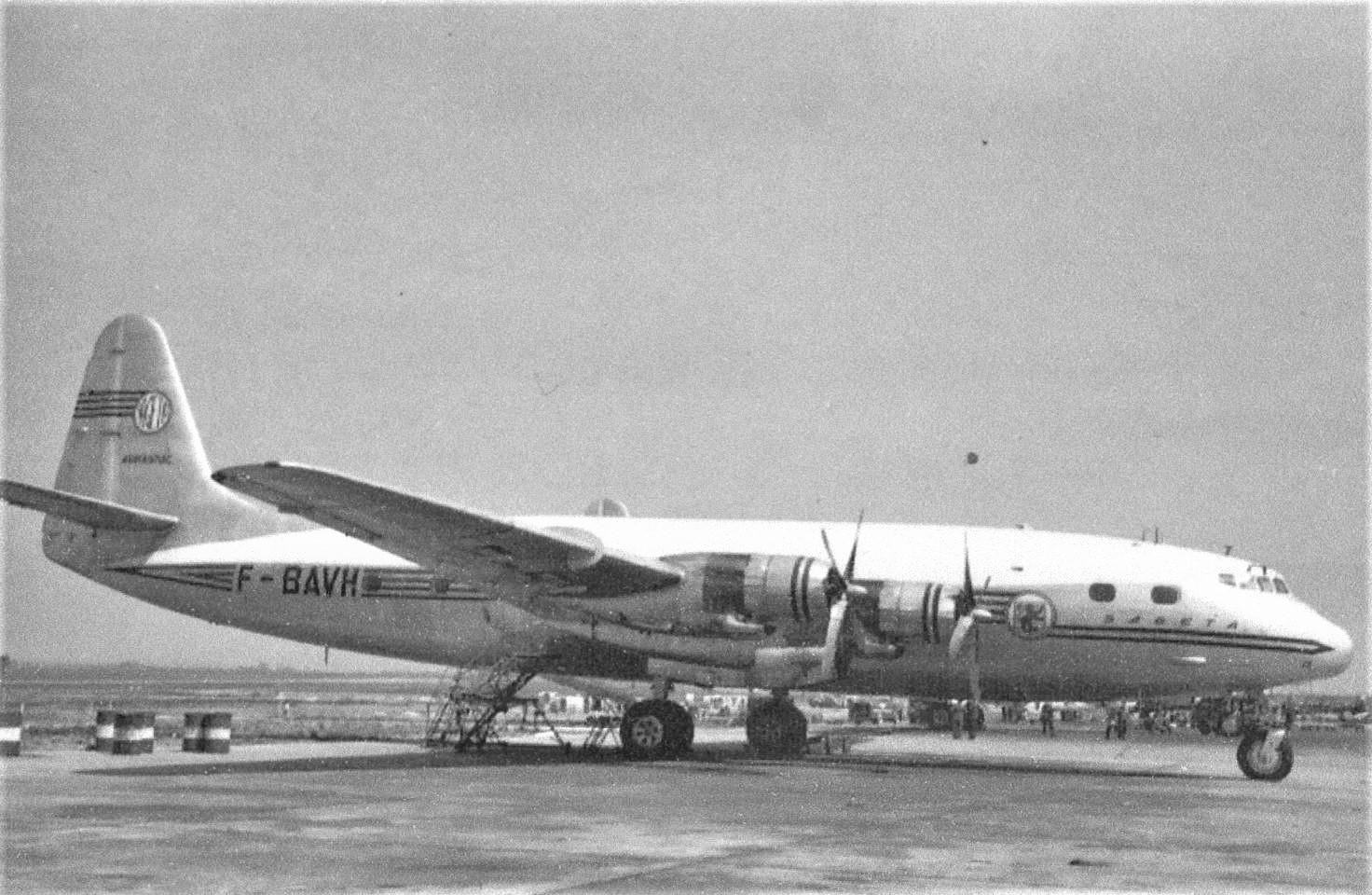
SE.2010 Armagnac.

Дальнейшие опыты с многомоторными лайнерами привели к появлению выпущенного малой серией винтового SE 2010 Armagnac (1949) и турбореактивного Caravelle.
Некоторое время продолжались и работы над автожирами, однако от серийного выпуска SE.700 решено было отказаться в пользу вертолётов.

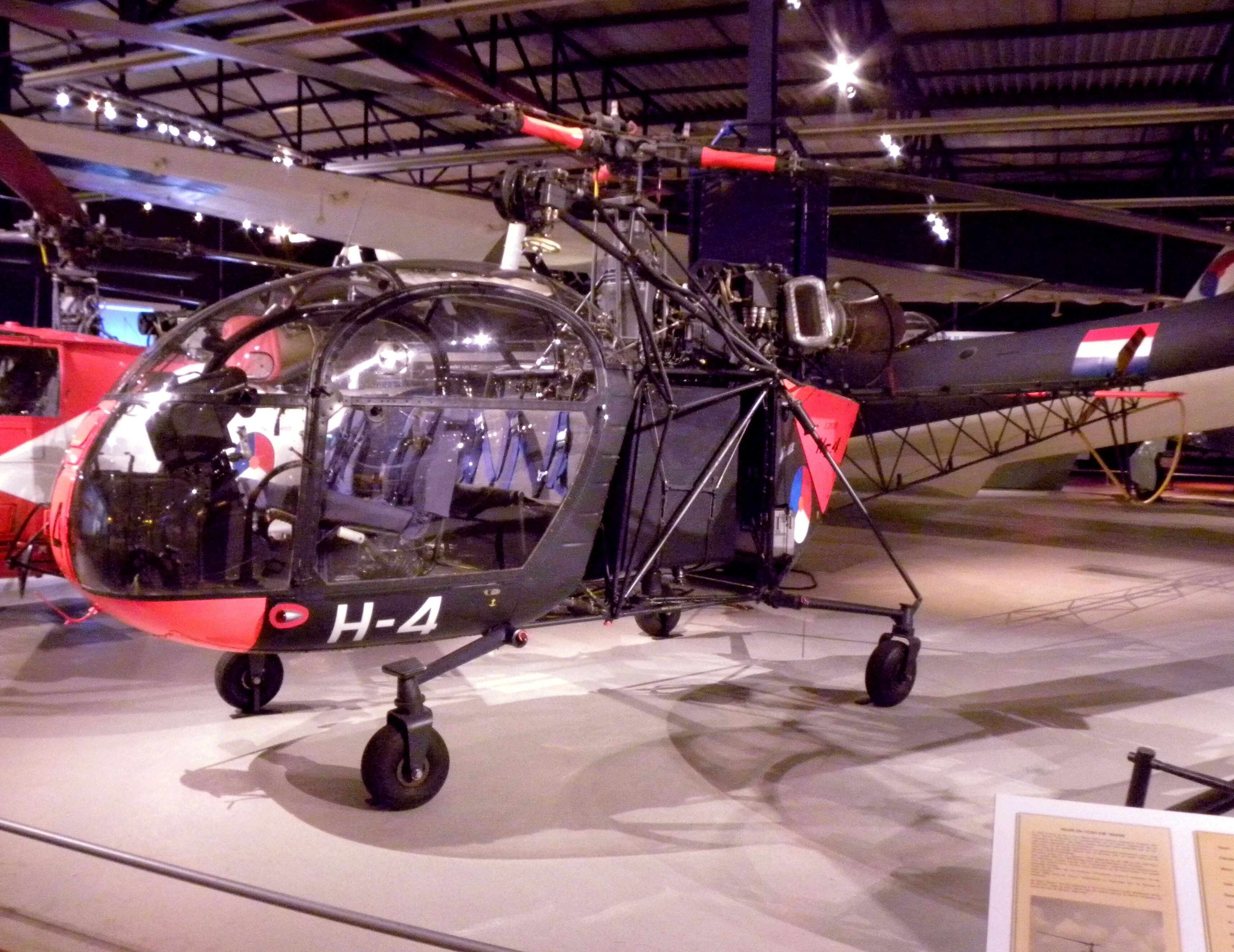
Alouette II в экспозиции музея ВВС Нидерландов.

При помощи команды с Focke Achgelis было начато производство SE.3000, французской версии двухвинтового Fa 223 Drache поперечной схемы, и несколько меньшего экспериментального SE.3101, более привычного типа. Далее SNCASE приступила к разработке моделей SE.3110 и затем SE.3120 Alouette, совершившего первый полёт 21 июля 1951 года и побившего в июле 1953 года рекорды дальности и скорости для вертолётов. Конструкция оказалась коммерчески успешной, две последующие модели (Alouette II и Alouette III) выпускались крупными сериями, в т.ч. на экспорт.

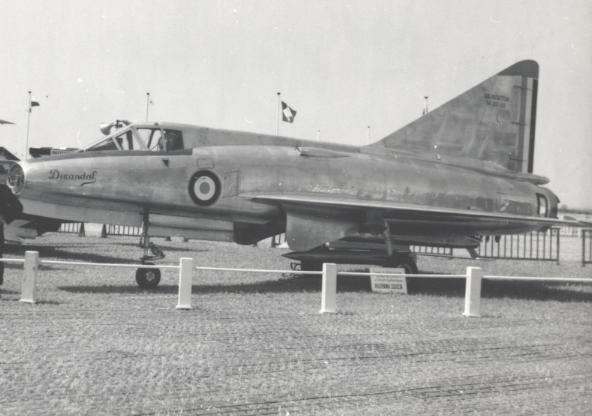
SE.212 Durandal на авиасалоне в Ле-Бурже, 1957.

Также компания разрабатывала и реактивные летательные аппараты военного назначения, не вышедшие за стадию прототипов: SE 2410 Grognard, SE 5000 Baroudeur и SE 212 Durandal.
В начале 1950-х годов на её заводах осуществлялся лицензионный выпуск британских всепогодных истребителей конструкции de Havilland — Vampire (во Франции получивший название Mistral) и Sea Venom (Aquilon).
В то же время SNCASE работала над прототипами зенитных управляемых ракет, как с твердотопливными двигателями, так и с ЖРД, в том числе SE 4100, SE 4200, из числа первых с жидкостным двигателем; и установившая рекорд высоты (67 км) SE 4400.
В марте 1957 года, произошло объединение компаний SNCASE и SNCASO, новообразованная структура получила название Sud-Aviation.

## Продукция фирмы
- SNCASE SE-100 (Leo 50) — двухмоторный тяжёлый истребитель, 1 прототип (1939);
- SNCASE SE-116/117/118 Voltigeur — турбовинтовой самолёт поддержки, 3 экземпляра (1958);
- SNCASE SE-161 Languedoc — пассажирский самолет, выпущено 100 (1945);
- SNCASE SE-200 Amphitrite (LeO H-47) — транспортная летающая лодка, 2 экземпляра (1942);
- SNCASE SE-210 Caravelle — пассажирский турбореактивный самолёт, 282 экземпляра (1955);
- SNCASE SE-212 Durandal — прототип реактивного истребителя, 2 экземпляра (1956);
- SNCASE SE-400 — разведывательный гидросамолет, 1 прототип (1940);
- SE.530/532/535 Mistral — лицензионный De Havilland DH.100 Vampire, как собранный из британских деталей, так и собственного выпуска, в т.ч. с двигателями Nene; всего 250 (1948)
- SNCASE SE-700/700A — лёгкий автожир, 2 экземпляра (1945);
- SNCASE SE-1000/1010/1030 — высотный разведчик, 1 прототип (1948);
- SNCASE SE-1210 — экспериментальная летающая лодка, построена 1 (1948);
- SNCASE SE-2010 Armagnac — пассажирский самолет, построено 9 (1949);
- SNCASE SE-2100 — экспериментальный самолет-бесхвостка с толкающим винтом, 1 экземпляр (1945);
- SNCASE SE-2300/2310 — лёгкий многоцелевой самолет, построено 3 (1945);
- SNCASE SE-2410/2415/2418/2421 Grognard I & II — штурмовик, построено 2 прототипа (1950);
- SNCASE SE-3000 — французская копия немецкого вертолёта Fa 233 Drache, построено 3, (1948)
- SNCASE SE-3101 — экспериментальный вертолет, 1 экземпляр (1948);
- SNCASE SE-3110 — лёгкий вертолет, 1 или 2 прототипа (1950)
- SNCASE SE-3120 Alouette — лёгкий многоцелевой вертолет, 2 прототипа (1951);
- SNCASE SE-3130 Alouette II — многоцелевой вертолёт, выпущено более 1300 (1956), также модификации SE-3131 Gouverneur (не выпускался) и разработанный для Индии SE-3150 Llama, выпущено около 1450 (1960)
- SNCASE SE-3160 Alouette III — многоцелевой вертолёт, выпущено более 2000 (1959)
- SNCASE SE-3200 Frelon — 2 прототипа вертолёта (1959);
- SNCASE SE-5000/5003 Baroudeur — многоцелевой лёгкий истребитель, 5 экземпляров (1953);
- SNCASE SE.20/202/203/204 Aquilon — лицензионный De Havilland Sea Venom, (1952).